# Státní znak Jemenu
Státní znak Jemenu byl přijat 22. května 1990 po sjednocení Severního a Jižního Jemenu, ke kterému došlo téhož dne. Základem státního znaku sjednoceného Jemenu se stal upravený znak Severního Jemenu. Znak je tvořen zlatým saladinovým orlem, jenž na své hrudi nese štít, na kterém je zobrazena hráz starověké maribské přehrady a její vodní hladiny nad kterou se nachází větévka kávovníku. Orel nese v pařátech zlatou stuhu s arabským nápisem لجمهورية اليمنية (česky Jemenská republika). Pod křídly orla se nachází dvojice zkřížených státních vlajek Jemenu.
Před sjednocením země se téměř identické vyobrazení štítu nacházelo na státního znaku Jemenského království (1956–1962) a později republiky Severního Jemenu (1966–1990).

## Historie

### Severní Jemen

Státní znak Jemenského království (1956–1962)
Státní znak Jemenské arabské republiky (1962–1966)
Státní znak Jemenské arabské republiky (1966–1974)
Státní znak Jemenské arabské republiky  (1974–1990)

Znak Jemenského království tvořil stříbrný štít, v jehož v modré patě byla modrá hladina, symbolizující starověkou maribskou přehradu, nad ní zlatá hráz téže přehrady, nad kterou vyrůstá strom kávovníku. Nad štítem královská koruna. Po obou stranách štítu byly jemenské královské vlajky, na červeném listu bílá šavle, nad ní bílá pěticípá hvězda a v každém rohu vlajky taktéž jedna bílá, pěticípá hvězda. 
První rok občanské války užívala republikánská vláda znak království, ze kterého byla vypuštěna královská koruna. V následujícím roce byl přijat znak téměř shodný se znakem Sjednocené arabské republiky: zlatý, heraldicky vpravo hledící orel ze znaku Sjednocené arabské republiky, letky a ocasní pera černá (tzv. Saladinův orel). Na hrudi byl položen štít, rozdělený na tři svislé pruhy v arabských národních barvách (červeno-bílo-černé). V prostředním, bílém pruhu se nacházela zelená, pěticípá hvězda. Orel stál na zelené stuze s černým, arabským nápisem Ittihad al Imarat al Arabiyah.  
Po zahájení mírových rozhovorů byl přijat nový znak, který kombinoval znak royalistický a republikánský. Heraldicky vlevo hledící tzv. Saladinův orel, na hrudi nesoucí štít ve tvaru trojúhelníků s vrcholem směřujícím nahoru. Ve štítu byla zlatá hráz a modrá vodní hladina maribské přehrady, nad přehradou větévka kávovníku. Po obou stranách štítu se nacházely vlajky Jemenské arabské republiky, tři vodorovné pruhy, červený, bílý a černý, uprostřed bílého pruhu byla umístěna zelená, pěticípá hvězda. Orel stál na zelené stuze s černým, arabským nápisem Ittihad al Imarat al Arabiyah.
Po vítězství republikánských sil v občanské válce byl znak roku 1974 znovu přepracován: vpravo hledící stříbrný orel, křídla roztažená, na prsou nesoucí štít s motivem zlaté hráze a modré vodní hladiny maribské přehrady, nad hrází přehrady se nacházel kávovníku s plody. Orel stál na zelené stuze s černým, arabským nápisem Ittihad al Imarat al Arabiyah. 

### Jižní Jemen

Emblém Adenské kolonie (1937–1963)
Státní znak Jihoarabské federace (1956–1962)
Státní znak Jemenské lidově demokratické republiky (1970–1990)

Znakem Jemenské lidově demokratické republiky (Jižního Jemenu) byl od roku 1970 zlatý, heraldicky vpravo hledící orel, letky a ocasní pera byla černá (tzv. Saladinův orel). Na hrudi byl položen prsní štítek s motivem vlajky Jemenské lidově demokratické republiky (tři svislé pruhy v arabských národních barvách červeno-bílo-černé, v hlavě štítu dolů směřující modrý klín s rudou, pěticípou hvězdou s jedním cípem směřujícím dolů). Orel stál na zlaté stuze s černým, arabským nápisem Al Djumhuriyah al Yaman al Shabiyah (Jihojemenská lidová republika) resp. Al Djumhuriyah al Yaman al Dimuqratiyah al Shabiyah (Jemenská lidově demokratická republika).